# N1 (Rakete)
Die Nositel 1, kurz N1 (GRAU-Index 11A52), war eine Trägerrakete, die im Rahmen des sowjetischen bemannten Mondprogramms entwickelt wurde.

## Ausgangslage
Nach den frühen Erfolgen ihres Raumfahrtprogramms (siehe Sowjetische Raumfahrt) beteiligte sich auch die Sowjetunion neben den USA am „Wettlauf zum Mond“. Während dort für das Apollo-Programm alle Ressourcen auf die Saturn-Raketen konzentriert wurden, arbeiteten in der UdSSR zwei Teams parallel an neuen Raketenprojekten. Eines davon war das OKB-1 (heute RKK Energija), das ab 1959 unter der Leitung von Sergei Koroljow die Mondrakete N1 entwickelte. Der ursprüngliche Entwurf von Koroljow sah allerdings die militärische Nutzung im Vordergrund. Im Rahmen der Anfang der 1960er-Jahre auch durch die UdSSR geplanten Nutzung des Kosmos für militärische Ziele (Regierungserlass 715-296 vom 23. Juni 1960) wurde von ihm die N1 unter anderem als Träger für schwere Aufklärungssatelliten, defensive Militärnutzlasten und als offensives Trägermittel für Schläge gegen jeden beliebigen Punkt auf der Erde angeboten.
Als problematisch erwies sich die Entwicklung der benötigten leistungsstarken Raketentriebwerke. Der bisherige Partner für Triebwerksentwicklung von Koroljows OKB-1, das OKB-456 von Walentin Petrowitsch Gluschko, arbeitete jetzt eng mit dem konkurrierenden Konstruktionsbüro OKB-52 von Wladimir Tschelomei zusammen. Koroljow und Gluschko hatten sich hoffnungslos zerstritten, unter anderem über die Triebwerkkonstruktion (Einkammer- gegen Vierkammertriebwerk) und die zu verwendende Treibstoffkombination (RP-1/Sauerstoff gegenüber UDMH/Distickstofftetroxid). Koroljow kooperierte daher mit dem OKB-276 von Nikolai Kusnezow, das bis dahin vor allem Luftstrahltriebwerke und Propellerturbinen – darunter das weltgrößte Propellerturbinentriebwerk NK-12 mit etwa 11.000 kW (15.000 PS) entwickelt hatte. Aufgrund der bis dahin mangelnden Erfahrungen mit großen Raketentriebwerken verlief die Entwicklung der Triebwerke mit erheblichen Verzögerungen.

## Technik

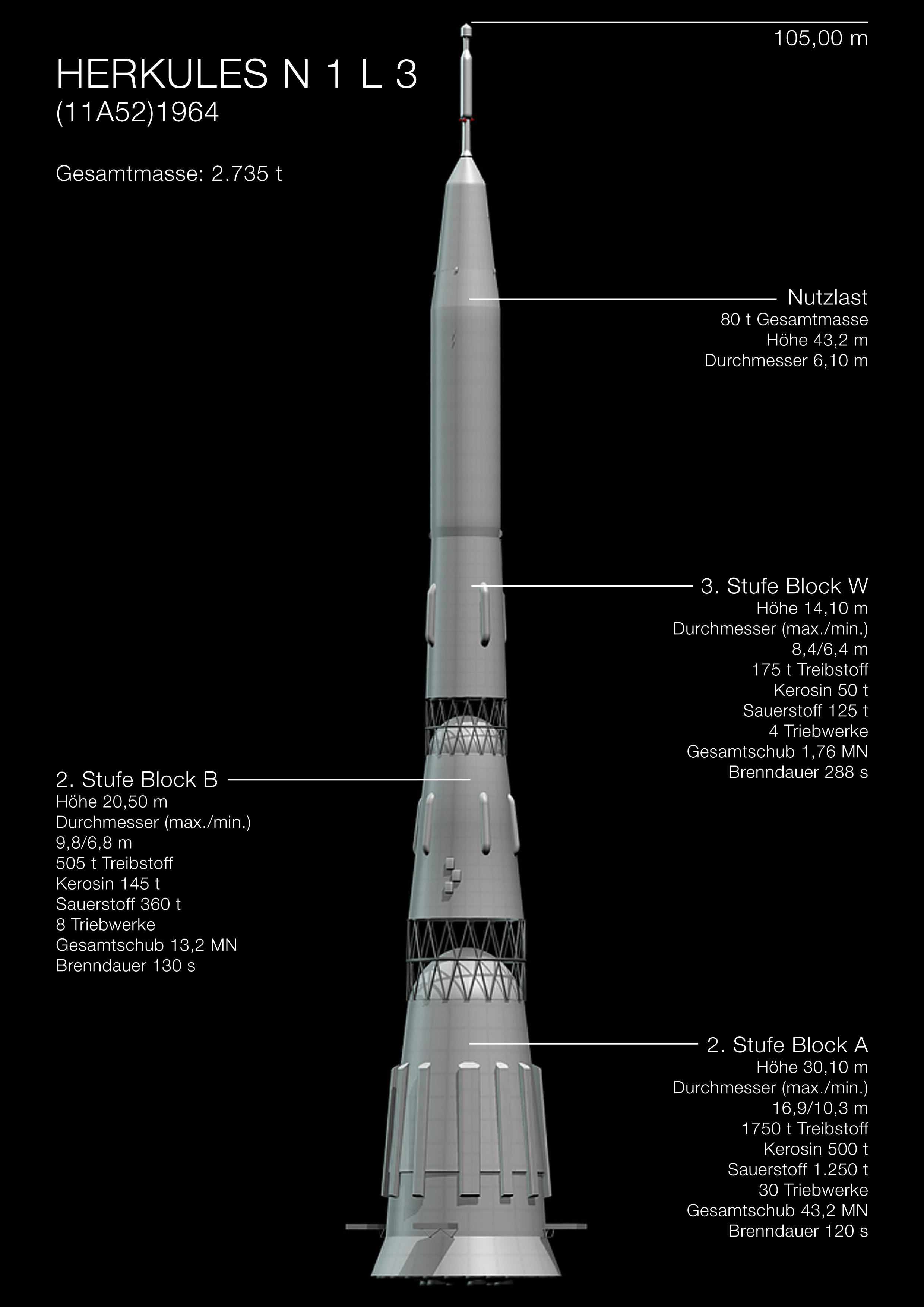
Darstellung der N1 mit den wichtigsten technischen Angaben

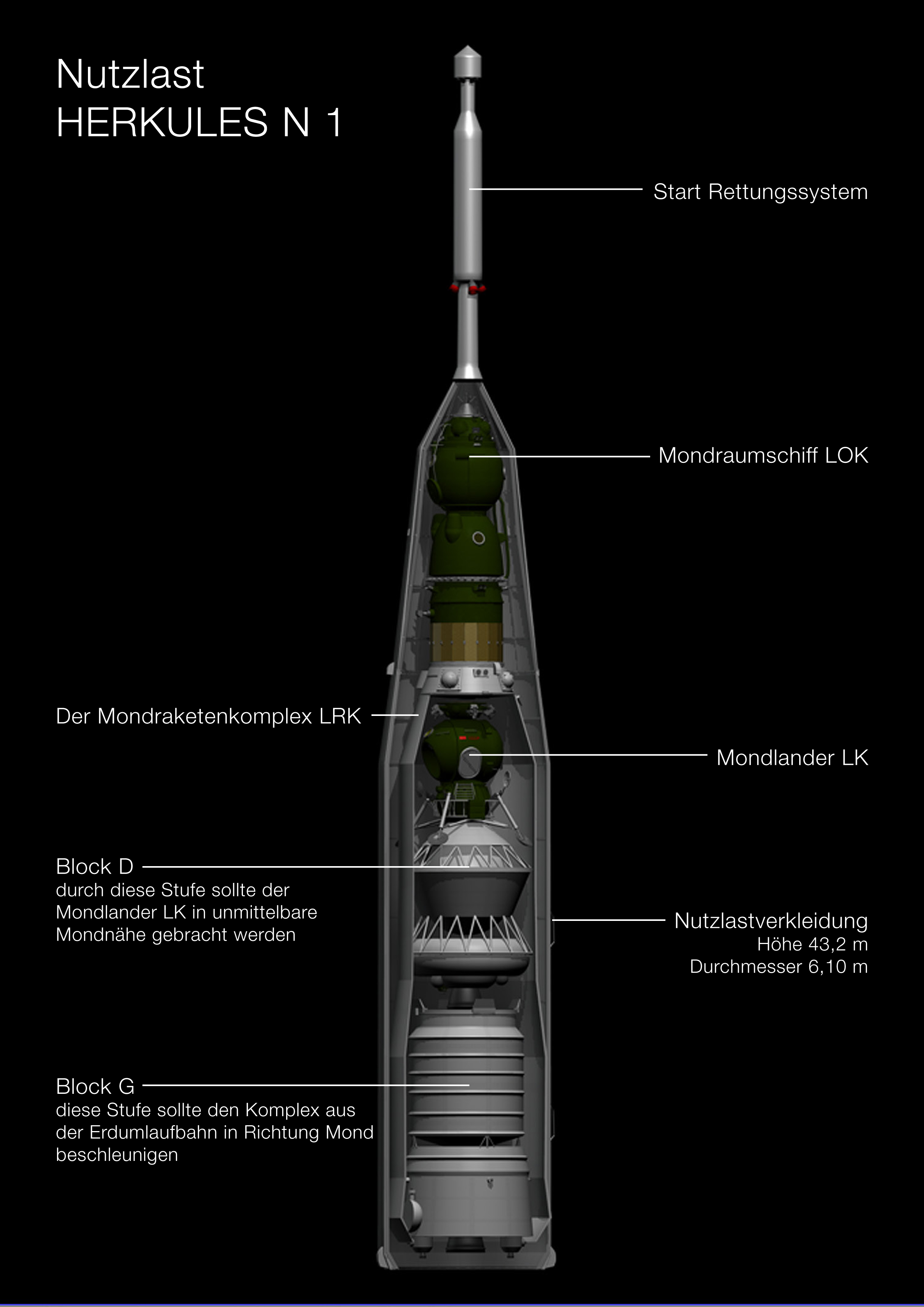
Darstellung der N1-Nutzlast im Schnitt

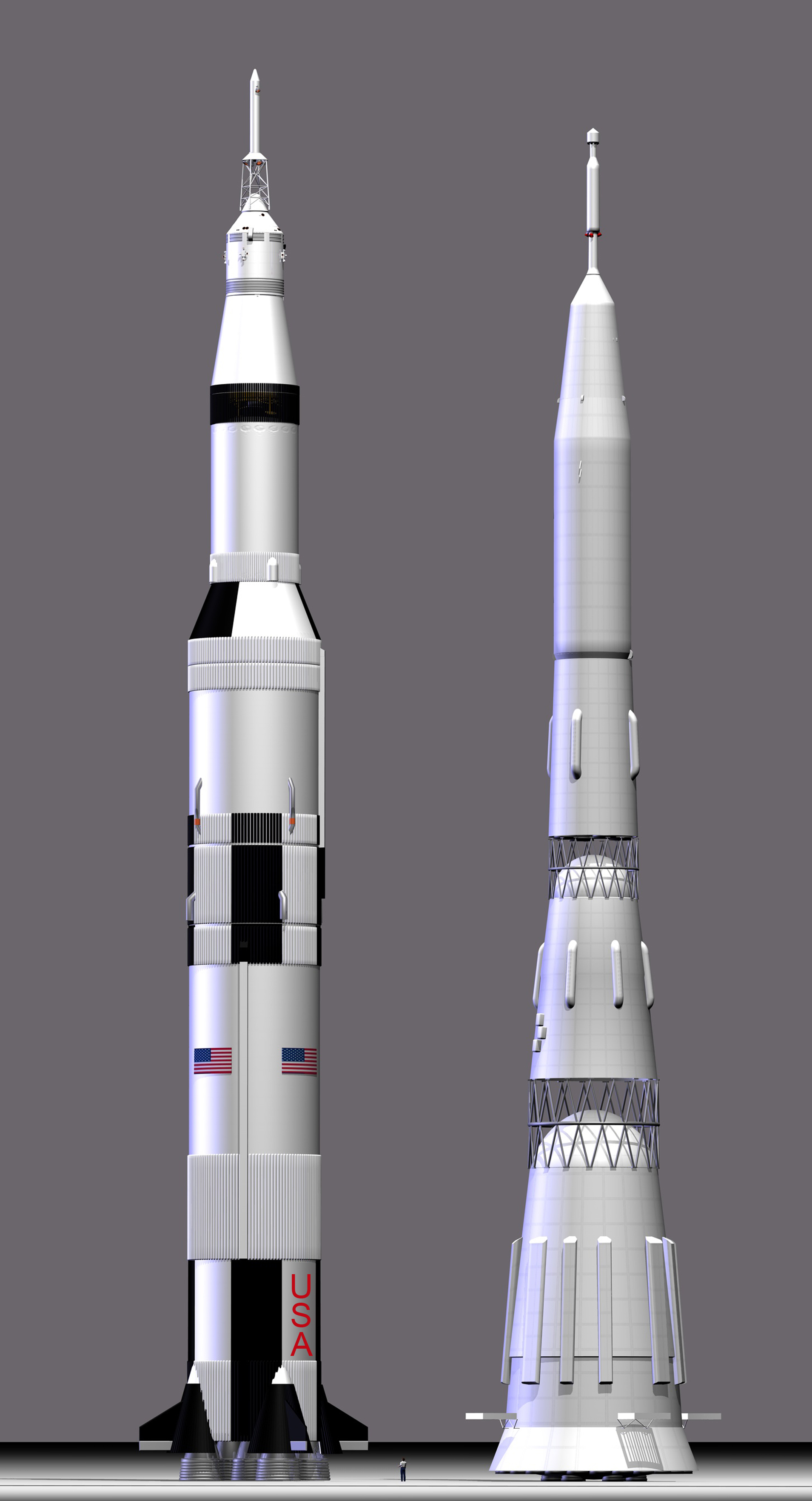
Größenvergleich zwischen der amerikanischen und der sowjetischen Mondrakete (Farbgebung nicht originalgetreu)

Die N1 war mit 105 m Höhe die größte je gebaute sowjetische Rakete und in ihren Abmessungen und ihrer Startmasse vergleichbar mit der Saturn V. Aufgrund des geringen Schubes der verwendeten Triebwerke NK-15 von Kusnezow (je 1,510 bzw. 1,544 MN Meeresniveau-/Vakuumschub) musste in der ersten Stufe eine große Anzahl dieser Triebwerke gebündelt eingesetzt werden. So sollte die N1 in ihrer von Koroljow geplanten ursprünglichen Version mit 24 Triebwerken in der ersten Stufe eine Nutzlast von etwa 75 Tonnen in den niedrigen Erdorbit (engl. Low Earth Orbit oder LEO) bringen. Mit einem Einzelstart war damit jedoch keine bemannte Mission mit Mondlandung zu fliegen. Mischin fügte daher nach dem Tode Koroljows als neuer Projektleiter dem Entwurf sechs Triebwerke NK-15 in der Zentralsektion hinzu. Zur weiteren Steigerung der Nutzlast führte er eine Kühlung des Kerosins in den Tanks ein und modifizierte die Bahnparameter leicht. Damit wären nun Nutzlasten in den LEO von maximal 90 bis 95 t möglich geworden. Die N1 war durch die Triebwerksanordnung sowie die zugehörigen Treibstoff- und Kontrollsysteme jedoch hochkomplex und erwies sich als sehr störanfällig. Die insgesamt 30 Triebwerke der 1. Stufe waren in einem äußeren Ring mit 24 Triebwerken (der ursprüngliche Entwurf von Koroljow) und einem inneren Ring mit sechs Triebwerken (durch Mischin hinzugefügt) angeordnet. Es wurde Luft zwischen den äußeren und inneren Triebwerksringen geführt, dies ergab für die inneren Triebwerke eine Art Aerospikeeffekt mit höherer Treibstoff- bzw. Schubeffizienz. Allerdings wurden die hochkomplexen Strömungsverhältnisse einer derartigen Konfiguration in dem zu überstreichenden Geschwindigkeitsbereich völlig unterschätzt.
Bei allen Flugerprobungen kamen die Kusnezow-Triebwerke NK-15 (1. Stufe) bzw. NK-15W (2. Stufe) zum Einsatz. Die erste Stufe der N1 erreichte insgesamt einen Startschub von etwa 43.300 kN. Die Triebwerke wurden später zu Kusnezow NK-33 (je 1,5102 bzw. 1,638 MN Meeresniveau-/Vakuumschub) weiterentwickelt. Die verbesserten Triebwerke NK-33 (1. Stufe) und NK-43 (2. Stufe) standen ab dem Jahre 1974 zum Einsatz in der Modifikation N1F bereit (LEO-Nutzlast bis zu 105 Tonnen), erlebten aber durch den Programmabbruch nie einen Start in der N1.
Es wurden mindestens elf Exemplare geplant, darunter ein Mock-up (N1-1M1) und zehn flugfähige Raketen (N1-3L bis N1-7L bzw. N1F-8L bis N1F-12L). Die Verwendung der verbesserten Triebwerke NK-33 war ab dem für August 1974 geplanten Test der N1F-8L (in der verbesserten Version N1F) vorgesehen. Mit der N1F-10L war die erste bemannte sowjetische Mondlandung für etwa 1976 vorgesehen.

## Namensgebung
Da das gesamte Programm unter strengster Geheimhaltung ablief, erhielt die N1 in der Öffentlichkeit niemals eine offizielle Bezeichnung. Die gelegentlich in verschiedenen Publikationen erwähnten Namen Gerkules (russisch für Herkules), Raskat (Läuten), Lenin, Nauka (Wissenschaft) oder Gigant sind spekulativ.

## Entwicklung
Im Mai 1962 war der ungewöhnliche kegelförmige Entwurf mit kugelförmigen Tanks einer dreistufigen N1 fertiggestellt. Sie sollte eine Startmasse von 2200 Tonnen und eine Nutzlast von 75 Tonnen für den erdnahen Bereich haben. Das Projekt wurde am 24. September 1962 durch die sowjetische Regierung bestätigt und als Frist zur Realisierung wurden drei Jahre angesetzt. Es waren 500 Organisationen aus 26 Ministerien an dem Projekt beteiligt, was im weiteren Verlauf zu Schwierigkeiten bei der Projektorganisation durch mangelnde Mitarbeit und Koordination sowie Konkurrenzgerangel führte.
Am 1. August 1964 wurde durch Erlass des Ministerrates (655-268) das sowjetische bemannte Mondprogramm endgültig in zwei Projekte gespalten. Mit der Bezeichnung LK-1 bzw. später Zond lief im OKB-52 von Tschelomei ein Umrundungsprogramm. Das OKB von Koroljow erhielt mit seinem Projekt N1-L3 den Zuschlag für die Mondlandung. Der erste Mondflug war ehrgeizig für den November 1967 geplant. Die Rakete musste dafür umkonstruiert werden, da nun ein Direktstart zum Mond geplant war, was die erforderliche Nutzlast auf 95 Tonnen erhöhte. Dazu wurden die erste Stufe um sechs zusätzliche Triebwerke ergänzt, die Kugeltanks durch zylindrische Zwischenstücke vergrößert und geplant, das Kerosin zur Erhöhung der Dichte gekühlt zu tanken. Dadurch stieg die Startmasse auf 2750 Tonnen. Nach dem Tode Koroljows im Januar 1966, dessen kurze Lebenszeit ursächlich durch einen langjährigen Aufenthalt in Stalins GULAG-Lager bedingt war, übernahm Wassili Mischin, der maßgeblich am Nachbau der deutschen A4-Rakete und an der Entwicklung der ersten sowjetischen Interkontinentalrakete Semjorka R-7 mitgewirkt hatte, die Leitung des OKB-1. Schnell zeigte sich aber, dass ihm politisches Gespür und Geschick seines Vorgängers fehlten – einer der Gründe für die Verzögerungen und das spätere Scheitern des Projekts. Am 4. Februar 1967 erhielt das Mondprogramm durch den Regierungsbeschluss Nr. 115–46 die seit langem geforderte hohe Priorität und die erforderlichen Geldmittel. So stellte nun das Militär in großem Umfang Arbeiter, um die Bodenarbeiten für die Startanlagen abzuschließen. Als die Startrampe PU 38 fertiggestellt war, konnte man 1967 jedoch nur eine Attrappe (N1-2L auch N1-1M1) der Rakete zur Startrampe rollen, da die erste für einen Start konfigurierte Rakete (N1-4L) erst 1968 zur Verfügung stand.
Aus Zeit- und Kostengründen wurde auf einen Prüfstand für die komplette erste Stufe verzichtet. Da der Baikonur-Komplex nicht von schweren Transportern angefahren werden konnte, musste die N1 zerlegt und vor Ort wieder zusammengesetzt werden. So kam es, dass Vibrationen sowie Strömungsprobleme der Antriebsgase vor dem Flug nicht richtig bewertet wurden. Auch die Lageregelung um die Längsachse beim Betrieb der ersten Stufe erwies sich als mangelhaft – man verzichtete auf eigene Lageregelungstriebwerke, deren Aufgaben regelbare Abgasdüsen der Turbopumpen übernehmen sollten. Erst nach dem daraus resultierenden Absturz des dritten Prototyps wurden regelbare Triebwerke zur Rollstabilisierung eingesetzt.

## Gescheiterte Testflüge
Die N1 hat schließlich keinen Flug erfolgreich absolviert. Alle vier Testflüge zwischen 1969 und 1972 endeten mit Abstürzen – noch vor dem Zünden der zweiten Stufe bzw. dem unmittelbar danach erfolgenden Brennschluss der ersten Stufe. Ein bereits für 1968 geplanter unbemannter Versuch (N1-4L) musste nach dem Aufrichten der Rakete abgesagt werden, da sich Haarrisse im Sauerstofftank der ersten Stufe fanden.

### Erster Startversuch (Februar 1969)
Der erste Startversuch (N1-3L) fand am 21. Februar 1969 statt. Bereits 0,34 s nach dem Abheben detektierte das Kontrollsystem die Überschreitung der zulässigen Drehzahl der Turbopumpe von Triebwerk 12 auf Grund eines durch die Zündung von Pyroventilen getriggerten Störsignals. Es schaltete die Triebwerke Nr. 12 und 24 ab. Nach etwa 6 s wurde ein Drucksensor am Austritt des Gasgenerators von Triebwerk Nr. 2 undicht. Dadurch trat etwa 340 °C heißes Gas aus. Nach 25 s wurde ein weiterer Sensor, dieses Mal oberhalb des Eintritts in der Treibstoffleitung undicht. Beide Ströme gerieten in Kontakt. Daraufhin entwickelte sich im Heck der Rakete ein Brand. Das Kontrollsystem der Triebwerke entdeckte diesen Brand (nach etwa 54 s). Nach 68,7 s hatte der Brand die Isolierung mehrerer Kabelbäume zerstört, wodurch eine Vielzahl von Störsignalen das Triebwerkskontrollsystem erreichte. Das schaltete daraufhin alle 28 noch laufenden Triebwerke ab. Als Nutzlast fand eine Modifikation 7K-L1S (s/n 3) des für die Mondumrundung entwickelten 7K-L1 Verwendung. Das Rettungssystem SAS trennte das Raumschiff vor der Explosion der N1-3L ab, es landete sicher am Fallschirm.

### Zweiter Startversuch (Juli 1969)
Der zweite Startversuch (N1-5L) erfolgte am 3. Juli 1969, also nur knapp drei Wochen vor der erfolgreichen Apollo-11-Mondlandung, und endete in einem Desaster. Bereits während des Abhebens kam es durch einen „Fremdkörper“ (vermutet wurde ein Teil der Drucksensoren in den Sauerstoffleitungen), der in eine schnell in reinem Sauerstoff laufende Turbopumpe (Nr. 8) geriet, zu deren Explosion. Einige Ingenieure, darunter auch der dem Projekt kritisch gegenüberstehende Gluschko, vermuteten auch einen direkten axialen Kontakt des schnell laufenden Rotors mit dem Stator durch zu große Fertigungstoleranzen oder Überlastung. Die automatische Triebwerkskontrolle schaltete in einer Folge von Fehlern daraufhin nach insgesamt etwa 15 Sekunden 29 der 30 Erststufentriebwerke ab. Das Rettungssystem beförderte das Raumschiff 7K-L1S (s/n 5) umgehend aus der Gefahrenzone. Die Rakete fiel mit noch einem laufenden Triebwerk in zunehmender Schräglage aus ca. 200 m Höhe zurück und schlug etwa 23 s nach dem Abheben auf. Bei der Explosion der Trägerrakete wurden zahlreiche Anlagen am Startplatz zerstört. Daraufhin wurde von Wladimir Barmin, dem Leiter des Startkomplexes, zum Schutz der Anlagen kategorisch ein seitliches Abschwenken der N1 unmittelbar nach dem Abheben bei allen zukünftigen Starts verlangt. Auch sollten die Triebwerke der ersten Stufe nach dem Abheben in keinem Fall innerhalb der ersten 50 Sekunden abgeschaltet werden können.

### Dritter Startversuch (Juni 1971)
Für den dritten Start am 26. Juni 1971 wurden die verlangten Modifikationen realisiert. Erstmals liefen alle 30 Triebwerke des Blocks A im Normbereich. Die N1-6L hob durch den anfänglich eigens gewählten asymmetrischen Schub der Haupttriebwerke seitlich ab und ging dann in den Steigflug über. Die aerodynamischen Besonderheiten dieses Manövers (seitliche Anströmung der Rakete und der anfänglich asymmetrische Abgasstrahl) und die bisher ungenügend bekannten dynamischen Wechselwirkungen der Abgasstrahlen von 30 mit vollem Schub laufenden Triebwerken resultierten in einem durch die Lageregelung nicht mehr beherrschbaren Rollen. Bereits 14 Sekunden nach dem Abheben überschritt der Rollwinkel die zulässige Abweichung von 8 Grad. Das daraufhin vom KORD initiierte Abschalten aller Triebwerke wurde ab jetzt vom geforderten Filter für den Zwangsbetrieb der Triebwerke in der Anfangsphase unterdrückt. Zwischen der 45. und 50. Sekunde nach dem Abheben führte das immer stärkere Rollen zum Kontrollverlust auch um die anderen Achsen und der beginnenden Zerlegung der Struktur. Die verwendete zwangsweise Unterdrückung eines automatisierten Abschaltens der Triebwerke endete plangemäß nach 50 s, worauf die Lagekontrolle die Triebwerke in der 51. Sekunde sofort abschaltete. Daraufhin wurde die Rakete durch Funkbefehl zerstört. Die begrenzte Rollstabilisierung der N1 war ursprünglich nicht für ein solch komplexes seitliches Manövrieren während des Abhebens vorgesehen. Zumindest hatten aber bei diesem Versuch alle Triebwerke der ersten Stufe bis zum Abbruch zufriedenstellend gearbeitet. Dieser Startversuch sollte ausschließlich der Qualifikation des Trägersystems dienen. Als Nutzlast fanden deshalb Dummys Verwendung, daher verzichtete man auch auf das Rettungssystem.

### Vierter Startversuch (November 1972)

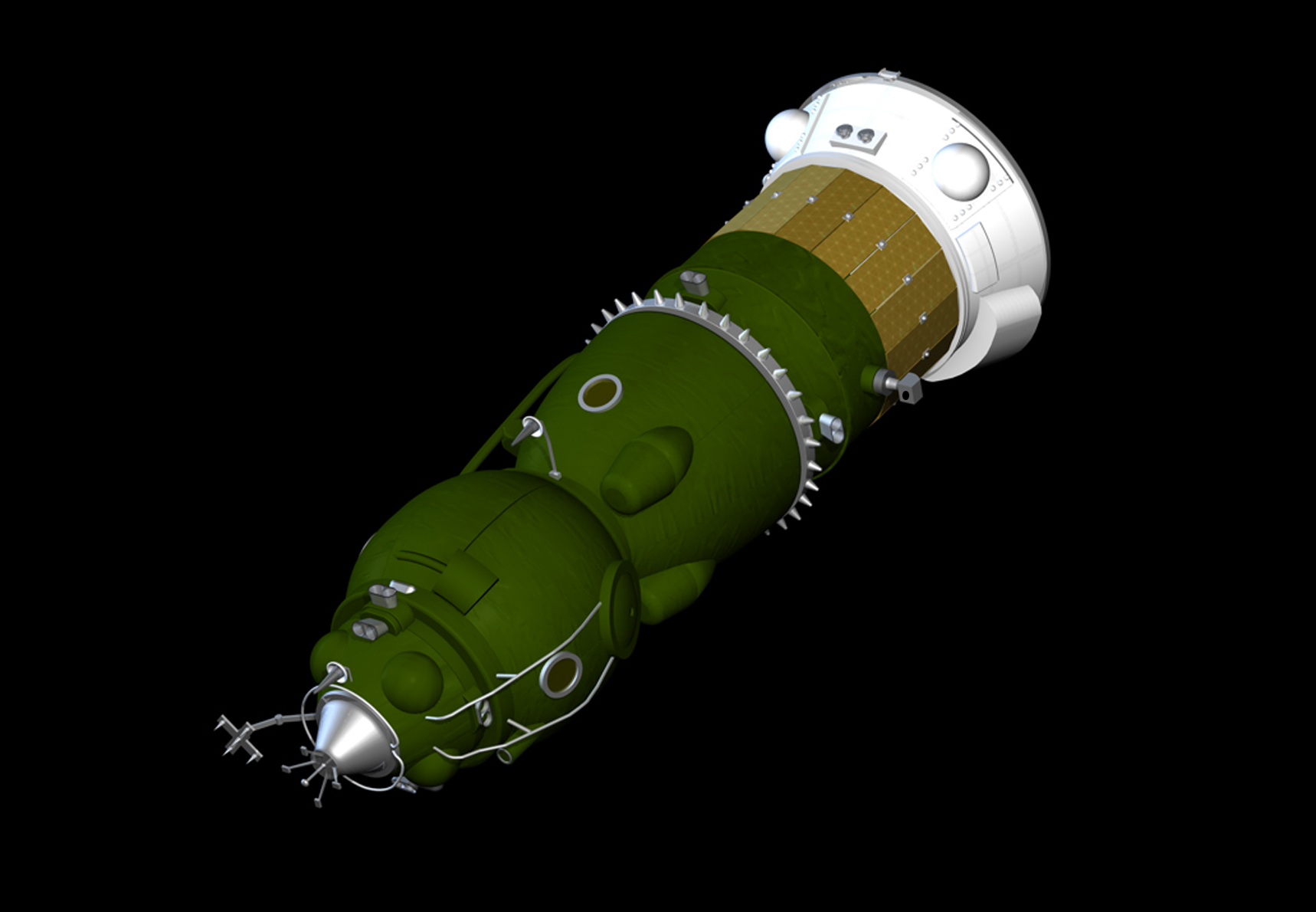
Zeichnung des LOK-Raumschiffs

Der vierte Start der weitgehend verbesserten N1-7L am 23. November 1972 lief bis zum Brennschluss der sechs zentralen Erststufentriebwerke problemlos ab. Deren abruptes Abschalten zur Vermeidung einer strukturellen Überbelastung führte zu Verdichtungsstößen im Treibstoffsystem, dem Zerreißen mindestens einer Sauerstoffleitung, der Explosion von Triebwerk Nr. 4 und letztlich dem Absturz der N1-7L nach etwa 107 Sekunden. Die Explosion erfolgte nur sieben Sekunden vor der geplanten Trennung der ersten und zweiten Stufe. Spätere Analysen zeigten, dass bei einer Trennung ca. 2 s vor der Explosion von Triebwerk Nr. 4 die bis dahin erreichte Fluggeschwindigkeit und -höhe eine erfolgreiche Fortsetzung der Mission gestattet hätte. Allerdings war ein solches Szenario vorab nie in Erwägung gezogen worden. Erstmals wurden Mockups des Mondraumschiffes 7K-LOK und des inzwischen bei den Missionen Kosmos 379, 398 und 434 im Erdorbit erprobten Landers LK mitgeführt.

## Auswirkungen
Die Pläne für eine bemannte sowjetische Mondlandung wurden daraufhin Schritt um Schritt weiter verschoben und 1974 endgültig abgesagt. Wassili Mischin setzte zwar die Arbeit an der N1 fort, in der Hoffnung, sie unter anderem als Trägerrakete für den Transport einer bemannten Raumstation, vergleichbar dem US-amerikanischen Skylab, einsetzen zu können. Das gesamte N1-Programm wurde aber 1974 endgültig beendet, nachdem das ZKBEM (ehemals OKB-1) mit der Gründung der Produktionsvereinigung RKK Energija am 22. Mai 1974 unter der Leitung von Walentin Gluschko in dieser aufging. Dieser Abbruch erfolgte vor einem nach Ansicht der Ingenieure aussichtsreichen weiteren Testflug der mit NK-33 ausgestatteten N1F-8L im letzten Quartal 1974. Zum Zeitpunkt des Programmabbruches war auch die N1F-9L bereits weitgehend fertiggestellt. Beide Missionen hatten unbemannte Landungen des Mondlanders LK zum Ziel. Zu diesem Zeitpunkt war mit der N1F-10L für etwa Mitte bis Ende 1975 die erste sowjetische bemannte Mondlandung geplant. Die in Baikonur verbliebene 8L wurde zerlegt und viele Teile als Baumaterial in der Stadt und deren Umgebung zweckentfremdet.

## Technische Daten
- Fünfstufige Flüssigkeitsrakete
- Entwicklungsbeginn: 1960
- Starts: 21. Februar 1969 bis 23. November 1972
- 4 Starts, alle waren Fehlstarts (Zuverlässigkeit: 0 %)
- Höhe: 105,3 m
- Leermasse: 277 t
- Startmasse: 2750 t
- Gesamtschub: 43,3 MN
- Nutzlast (LEO): 70 t (N1), später 95 t geplant (N1F)
- Treibstoff: RP-1 (Kerosin-Art) / Flüssigsauerstoff

## Startliste
| Nr. | Startzeit (UTC)         | S/N | Startplatz | Nutzlast              | Art der Nutzlast                                  | Ursache des Fehlschlags/Absturzes |
| --- | ----------------------- | --- | ---------- | --------------------- | ------------------------------------------------- | --- |
| 1   | 21. Februar 1969 09:18  | 3L  | Ba 110R    | Zond (L1S, s/n 3)     | Mondsonden und Modell des Mondlande- komplexes L3 | Brand der Erststufe, Abschaltung der Triebwerke nach 68,7 s und Absturz                                                                               |
| 2   | 3. Juli 1969 20:18      | 5L  | Ba 110R    | Zond (L1S, s/n 5)     | Mondsonden und Modell des Mondlande- komplexes L3 | Zerstörung einer Pumpe durch Fremdkörper in einer Sauerstoffleitung; Absturz und Explosion nach 23 s mit Zerstörung der Starteinrichtung              |
| 3   | 26. Juni 1971 23:15     | 6L  | Ba 110L    | LOK-Dummy, LK-Dummy   | Mondsonden und Modell des Mondlande- komplexes L3 | Versagen der Lagestabilisierung, Selbstzerstörung der Rakete nach 50,9 s                                                                              |
| 4   | 23. November 1972 06:11 | 7L  | Ba 110L    | LOK-Modell, LK-Modell | Mondsonden und Modell des Mondlande- komplexes L3 | Zerstörung von Treibstoffleitungen nach Brennschluss der 6 zentralen Triebwerke der ersten Stufe, Explosion von Triebwerk Nr. 4, Absturz nach 106,9 s |